# 人马座
人馬座（英語：Sagittarius，天文符号：♐），是一个南天黄道带星座，星座日期11/23~12/21，面积867.43平方度，占全天面积的2.103%，在全天88个星座中，面积排行第十五。人馬座中亮于5.5等的恒星有65颗，最亮星为箕宿三（射手座ε），视星等为1.85。每年7月7日子夜人馬座中心经过上中天。

## 名称
在中文，此星座的正稱名稱爲人馬座。然而受日文影響，台灣在一般市售的星象學專書中，是將此星宮稱為射手座，而非人馬座。香港則沿用人馬座這正式稱呼。中國大陸亦稱人馬座。
“射手”雖是从拉丁语Sagittarius意译而来，但卻是源自日文漢字的轉譯。sagittarius一词在拉丁语中意为“持箭者”，箭的拉丁语是sagitta，天箭座即Sagitta；相似情况也可以对比拉丁语中的水aqua与持水者aquarius，宝瓶座即Aquarius。
「人馬」則來自Sagitarius希臘神話中之半人馬類生物。
人马座原为巴比伦天文学中黄道星座之一，其原型为苏美尔神祇内尔伽勒（Nergal），形态为拉弓射箭的带翼人马。黄道星座随后被希腊的星座系统沿用，在希腊神话代表薩堤爾克洛托斯，传说其发明了射箭。

## 特点
人马座是夏季夜空中最大、最显著的星座之一，它西接天蝎座、東連摩羯座，北面是蛇夫座、盾牌座和巨蛇座，南边则是一系列小型星座，如望远镜座、显微镜座、南冕座等。

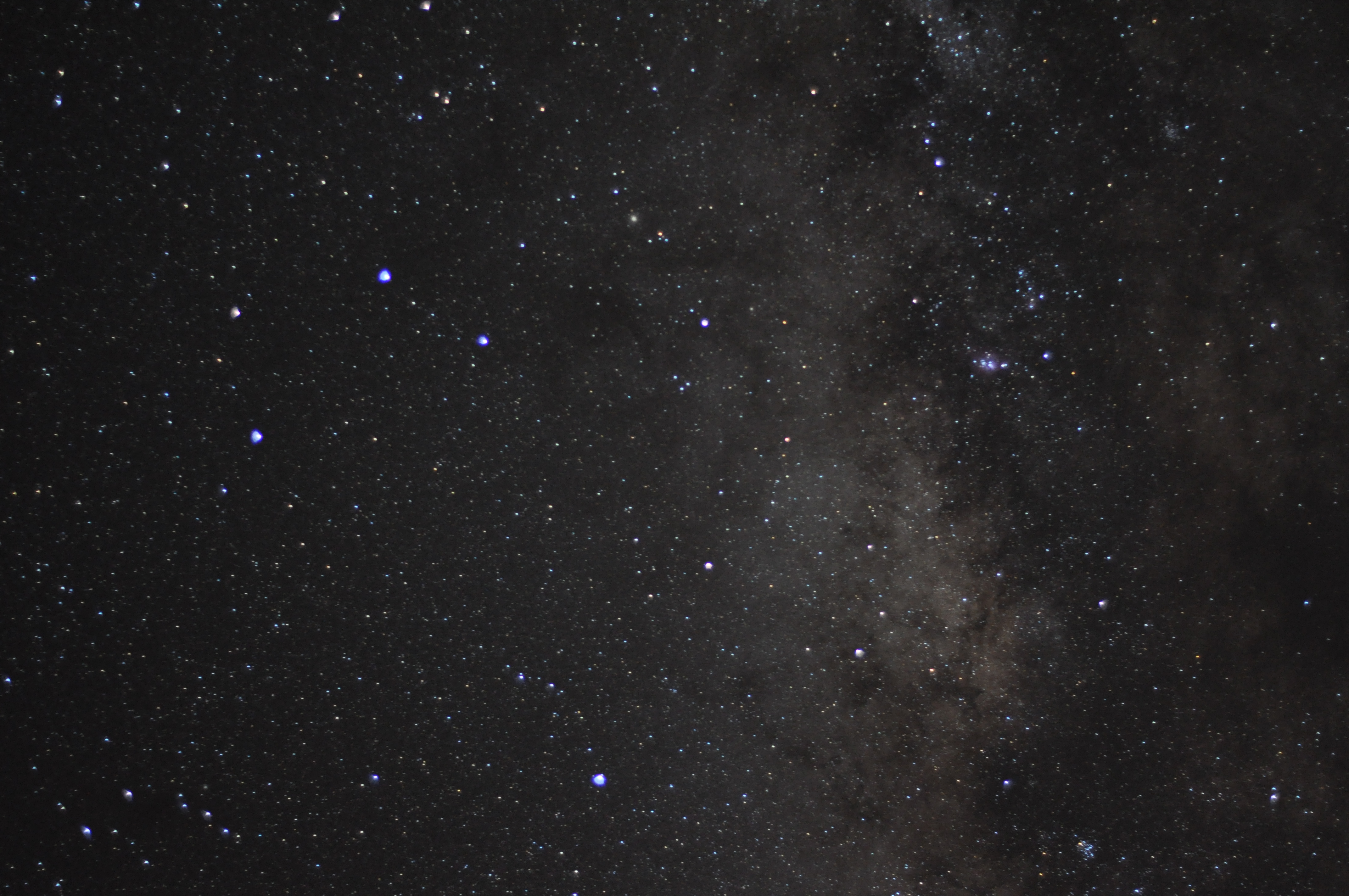
人马座和银河

人马座并不难认，因为它主要的星排列得像一个茶壶：箕宿二（δ）、箕宿三（ε）、斗宿六（ζ）及斗宿三（φ）组成壶身；斗宿二（λ）为壶盖；箕宿一（γ）为壶嘴；斗宿四（σ）与斗宿五（τ）为壶柄。另外其中六顆星排列像斗杓：斗宿一（μ）、斗宿二（λ）、斗宿三（φ）、斗宿四（σ）、斗宿五（τ）和斗宿六（ζ），在古代中国稱為南斗六星，也就是斗宿名稱的來源。
在人马座天区，银河达到最大的亮度和宽度，银河系的中心位于射电源人马座A*附近。

## 神话与历史

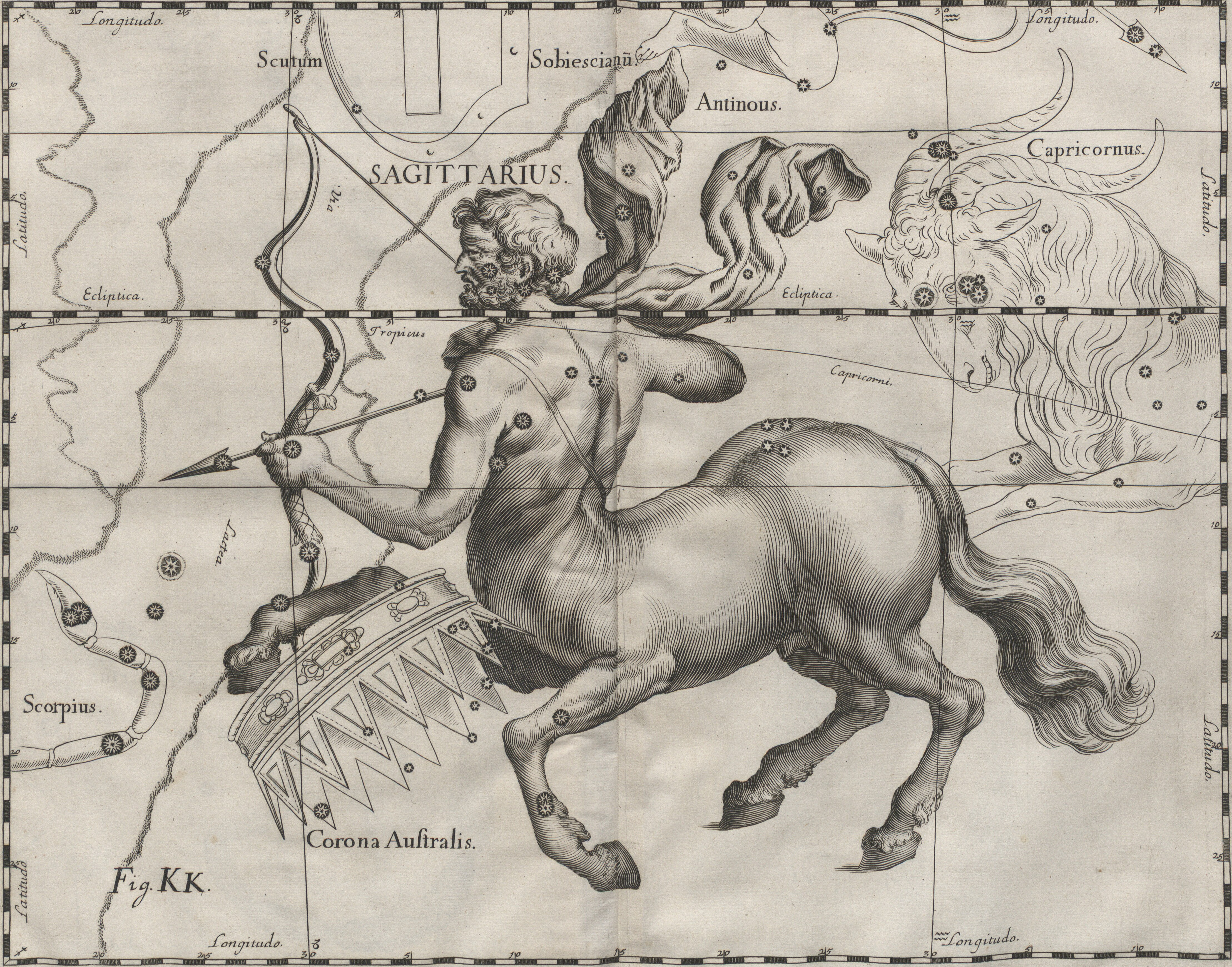
17世紀天文學家約翰·赫維留筆下的射手座

在希腊神话中，射手座的箭对着位于它前方的天蝎座的胸，射手座在天上是为了给去取金羊毛的伊阿宋指路，古希腊人将射手座与萨杜恩（半人半羊）以及克洛托斯联系起来。罗马人却将他认为是优雅而智慧的喀戎，这导致人们常常把它与南天的半人马座混淆，然而这两种生物有一个明显的区别，射手座是一名猎手，这可以追溯到美索不达米亚的箭神涅伽尔（Nergal），而他与暴躁的战神和火神伊拉（Irra）有关。

## 恒星
天渊三虽然是人马座的α星，但它的视星等只有4.0，比星座中不少的星还要暗。

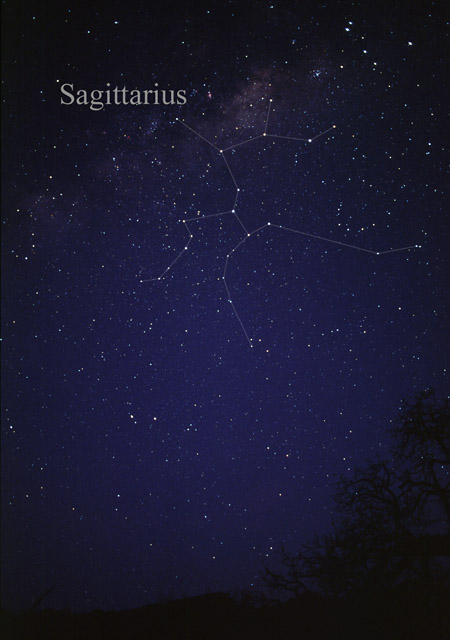
人马座AlltheSky.com

### 重要主星表
| 拜耳命名法 | 中國星名 | 英文名字           | 英文含意   | 視星等 |
| ---------- | -------- | ------------------ | ---------- | ------ |
| 人马座α    | 天渊三   | Rukbat/Alrami      | 膝/射手    | 3.97   |
| 人马座β1   | 天渊二   | Arkab              | 腿的前面   | 3.90   |
| 人马座β2   | 天渊一   | Arkab Posterior    | 腿的后面   | 4.92   |
| 人马座γ    | 箕宿一   | Alnasl             | 箭尖       | 2.99   |
| 人马座δ    | 箕宿二   | Kaus Meridiandlis  | 弓的中部   | 2.70   |
| 人马座ε    | 箕宿三   | Kaus Australis     | 弓的南部   | 1.85   |
| 人马座ζ    | 斗宿六   | Ascella            | 半马人的臂 | 2.60   |
| 人马座η    | 箕宿四   | Arkab              | 腿         | 3.11   |
| 人马座θ1   | 天渊增二 | -                  | -          | 4.37   |
| 人马座θ2   | 狗国增二 | -                  | -          | 5.30   |
| 人马座ι    | 天渊增一 | -                  | -          | 4.12   |
| 人马座κ1   | -        | -                  | -          | 5.60   |
| 人马座κ2   | -        | -                  | -          | 5.64   |
| 人马座λ    | 斗宿二   | Kaus Borealis      | 弓的北部   | 2.81   |
| 人马座μ    | 斗宿一   | Polis              | 马驹       | 3.84   |
| 人马座ν1   | 建增六   | Ain al Rami        | 射手之眼   | 4.86   |
| 人马座ν2   | 建增七   | Ain al Rami        | 射手之眼   | 5.00   |
| 人马座ξ1   | 建增二   | -                  | -          | 5.02   |
| 人马座ξ2   | 建一     | Nergal             | 战神       | 3.52   |
| 人马座ο    | 建二     | Manubrij/Manubrium | 柄         | 3.76   |
| 人马座π    | 建三     | Albaldah           | -          | 2.88   |
| 人马座ρ1   | 建五     | Cappa              | 斗篷       | 3.92   |
| 人马座ρ2   | 建增八   | -                  | -          | 5.84   |
| 人马座σ    | 斗宿四   | Nunki              | -          | 2.02   |
| 人马座τ    | 斗宿五   | Hecatebolus        | -          | 3.32   |
| 人马座υ    | 建六     | -                  | -          | 4.52   |
| 人马座φ    | 斗宿三   | -                  | -          | 3.17   |
| 人马座χ1   | 狗二     | -                  | -          | 5.02   |
| 人马座χ3   | 狗增四   | -                  | -          | 5.45   |
| 人马座ψ    | 狗增六   | -                  | -          | 4.86   |
| 人马座ω    | 狗国一   | -                  | -          | 4.70   |
| 人马座3    | 天籥八   | -                  | -          | 4.58   |
| 人马座43   | 建四     | -                  | -          | 4.90   |
| 人马座55   | 天鸡一   | -                  | -          | 5.08   |
| 人马座56   | 天鸡二   | -                  | -          | 4.89   |
| 人马座59   | 狗国四   | -                  | -          | 4.45   |
| 人马座60   | 狗国二   | -                  | -          | 4.86   |
| 人马座62   | 狗国三   | -                  | -          | 4.45   |

## 深空天体
從地球看來，本银河系的中心位于人马座，雖然银心被人马臂上的星云和尘埃带所遮挡，但是人马座的银河仍是非常浓密，中间还有很多明亮的星团。
这个星座中的天体主要是银河深处的宇宙天体，包括发射星云和暗星云，疏散星团和球状星团以及行星状星云。人马座有多达15个梅西耶天体——这是所有星座中最多的。其中很多用双筒望远镜就可以观测到。
与银河系中心有关的人马座A是一个复杂的无线电源，天文学家相信它或许包含了一个超大质量的黑洞。
大人馬座恆星雲是銀河系最明亮的可見區域，是大裂縫厚厚塵埃周圍可見的一部分，也是可見光波長下可觀察到銀河系凸起結構，包含幾個星團和暗星雲。

### 梅西耶天体

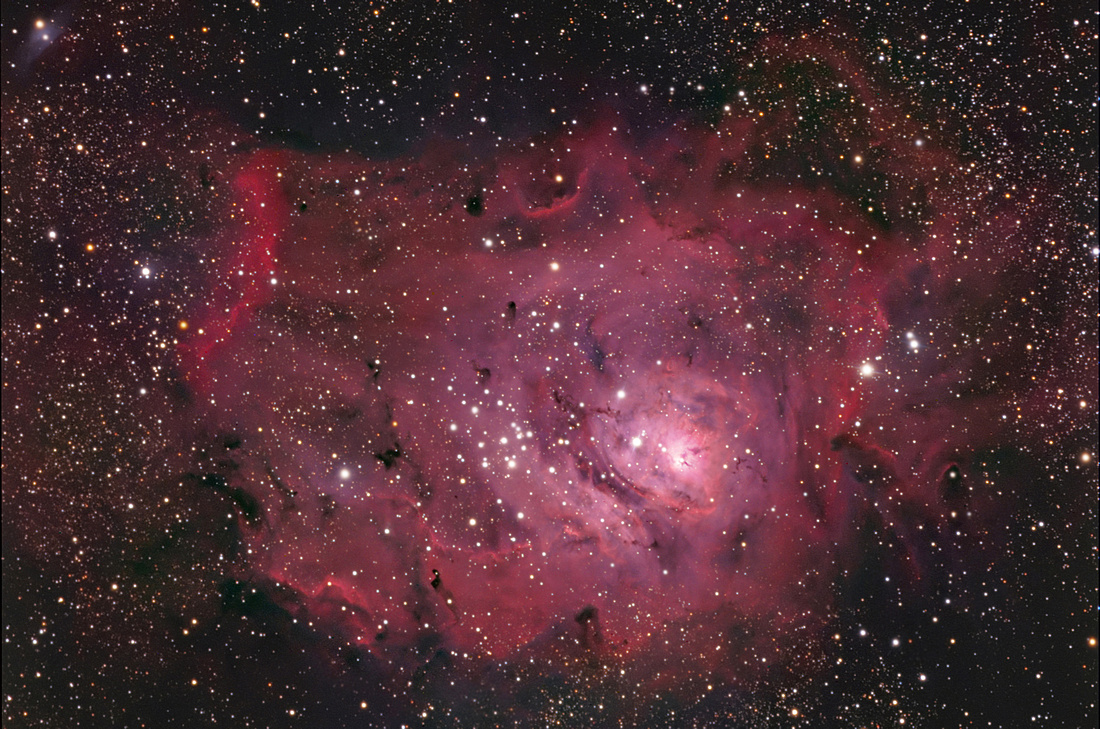
礁湖星云

- 礁湖星云（M8）：位于斗宿二附近，这个明亮的发射星云被一条遮掩物质形成的暗带切开了。用双筒望远镜容易看到，这个星云中包含了一个稀疏的疏散星团，即NGC 6530，距离地球4100光年。
- 欧米加星云（M17）：接近盾牌座边界的M17是天空中最明亮的发射星云之一，它亦称天鹅星云、马蹄星云，用双筒望远镜就很容易看见它。这是因为其中最明亮的一部分让人想起在湖面游动的一只天鹅的身体。用一架8英寸（20厘米）或更大的望远镜装上星云滤光器可以去除几乎充满这个区域的较暗的星云状物质，距离地球5000-6000光年。
- M18：这个小的疏散星团有十几个星等+9到+10的天体，距离地球4900光年。
- 三裂星云（M20）：亦稱三叶星云，是发散和发射混和型星云，包含了不少年轻恒星。它的彩色照片非常美丽，可以看见它桃红色和亮蓝色的部分。用小型望远镜看卻難以分辨——由遮掩物质形成的暗沟把这个星云分为三个区域，所以它被称为三叶星云。在星云的中心还有一颗耀眼的三合星。M20距离地球5000光年，其中炽热年轻的恒星被尘埃和气体所包围。

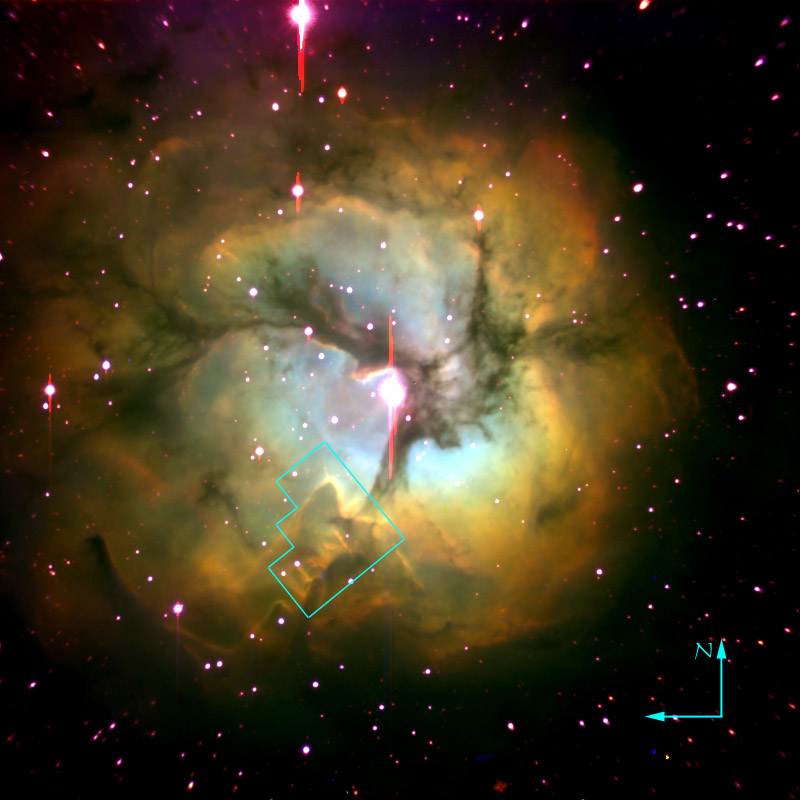
三裂星云

- M21：这是一个明亮但相当小的疏散星团，用小型望远镜很容易看见，总星等為+5.9，距离地球3930光年。
- M22：它的直径约18弧分，是个结构松散的球状星团，用8英寸（20厘米）望远镜可以很好的观测，甚至，能分辨出它中心部分很多单个恒星。M22是相距地球较近的星团，只有10600光年。总星等为+5.1。
- M23：这是个大而壮观的疏散星团，约100颗星等在+9或更暗的恒星。它的星等是+5.5，距离地球2050光年。
- 小人馬座恆星雲（M24）：它的直径超过1度，并不是真正的星团，而是银河中的一个明亮部分。裸眼可见。但用双筒望远镜看的更清晰。用小型望远镜可以看见数不清的成片恒星。距离地球約10000光年。
- M25：这是一个明亮稀疏的疏散星团，有大约50颗+6星等的恒星，还有更多更暗的。距离地球2000光年。
- M28：这是一个小的中等亮度但很致密的球状星团。需要约口径12英寸（30厘米）的望远镜才能分辨出单个恒星。其星等是+6.9。距离地球約18300光年。
- M54：这是一个中等亮度但小而致密的小球状星团，需要使用大望远镜才能分辨出它，它的星等是+7.7，距离地球87400光年。
- M55：在箕宿二西面约7.5°的M55。这是一个明亮结构松散的球状星团，用8英寸（20厘米）望远镜容易分辨。其星等是+7.0，距离地球17600光年。
- M69：这是个又小又圆的球状星团，相当致密。使用8英寸（20厘米）的望远镜的高倍放大可以分辨出一些處於邊緣的星，星等+7.7。距离地球29000光年。
- M70：是一個位於人馬座的球狀星團，接近銀河系的中心，是由梅西耶於1780年所發現的。星團內已知有2顆變星。 距离地球29400光年。
- M75：也稱為NGC 6864，是一個球狀星團，於1780年被皮埃尔·梅尚發現，並且在同年被梅西爾發現並登錄在他的疑似彗星目錄中。距离地球67500光年。

## 中国星官
中国古代的星宫系统中人马座天区包括箕宿的箕、斗宿的斗、天渊、建、天籥、狗国、狗、天鸡、农丈人等星官。
- 箕Winnowing Basket（箕4）：人马座γ、δ、ε、η
- 斗Dipper（斗6）：人马座μ、λ、φ、σ、τ、ζ
- 天渊Celestial Spring（斗3）：人马座α、β1、β2
- 建Establishment（斗6）：人马座ξ2、ο、π、43、ρ、υ
- 天籥Celestial Keyhole（斗8）：HD 162978（天籥一）、HD 161664（天籥二）、人马座3
- 狗国Territory of Dog（斗4）：人马座ω、60、62、59
- 狗Dog（斗2）：人马座52、χ1
- 天鸡Celestial Cock（斗2）：人马座55、56
- 农丈人Peasant（斗1）：HD 172910

## 相关文化
北宋文学家苏轼的名句“月出于东山之上，徘徊于斗牛之间”中的斗指的就是人马座的斗宿天区。
在爆旋陀螺 钢铁战魂中，日本陀螺手湯宮健太所持有的陀螺是終極射手145S/烈焰射手C145S/激閃射手230WD，它拥有射手座的力量